# Подзаймище
Подзаймище ― посёлок в Алтайском крае Курьинского района, Россия. Входит в состав Трусовского сельсовета.

## Расположение, климат
Посёлок располагается на берегу Кукуйки (река), притока реки Чарыш, в 2,8 км от села Трусово. Для данной местности характерен умеренно-холодный климат и значительное количество осадков в течение года даже в самый сухой летний месяц. Средняя температура воздуха зимой от минус 20° С до минус 31° С, летом — +28‐32° C. Выпадает около 550 мм осадков в год.
Ближайшая железнодорожная станция находится в Поспелихе.

## История
Точная дата возникновения поселка определена 1959 годом, источников об истории возникновения села нет. В соответствии с топонимическими исследованиями, название могло возникнуть на основе топонимики и специфики расселения и землеобеспечения столыпинских и иных мигрантов или местных жителей на Алтае. Датой основания села мог быть период с конца 18‐го или начала 19 века. (предположительно 1907 по 1912 годы). Наименование села могло возникнуть по признаку местоположения и пространственной привязки.
Посёлок относится к числу труднодоступных и удаленных мест Алтайского края.
Подзаймище входит в число населённых пунктов, жители которых получили облучение вследствие ядерного испытания 29 августа 1949 г. (в ред. распоряжения Правительства РФ от 08.02.2002 N 156-р).

## Население
| 1997 | 1998 | 1999 | 2000 | 2001 | 2002 | 2003 |
| ---- | ---- | ---- | ---- | ---- | ---- | ---- |
| 70   | ↗73  | ↘69  | ↘65  | ↗69  | ↗73  | ↘71  |
| 2004 | 2005 | 2006 | 2007 | 2008 | 2009 | 2010 |
| ↘69  | ↗70  | ↘67  | ↘63  | ↘49  | ↘48  | ↘43  |
| 2011 | 2012 | 2013 |      |      |      |      |
| →43  | →43  | →43  |      |      |      |      |

## Инфраструктура
В селе в 2017 году осталась одна улица ― Береговая, на которой проживают 43 жителя. Территория посёлка подвержена затоплению в весенний период, так как практически полностью попадает в зону затопления. Процент обеспеченности защитными сооружениями 1 %. В населённом пункте проживают, в основном, жители пожилого возраста. В посёлке нет магазинов, обеспечивающих жителей товарами повседневного спроса, отсутствует остановка общественного транспорта. Их строительство предусматривается в Генеральном плане Трусовского сельсовета 2017 года.